# Lemon Tree Passage
Lemon Tree Passage är ett sund i Australien. Det ligger i regionen Port Stephens Shire och delstaten New South Wales, i den sydöstra delen av landet, omkring 150 kilometer nordost om delstatshuvudstaden Sydney.
Runt Lemon Tree Passage är det ganska tätbefolkat, med 67 invånare per kvadratkilometer. Genomsnittlig årsnederbörd är 1 560 millimeter. Den regnigaste månaden är februari, med i genomsnitt 280 mm nederbörd, och den torraste är oktober, med 51 mm nederbörd.